# Chemische Berichte
Chemische Berichte (скорочено Ber. чи Chem. Ber.) — німецький науковий хімічний журнал, що виходив з 1868 по 1997 роки.
Журнал було засновано Німецьким хімічним товариством (DChG) як Berichte der Deutschen Chemischen Gesellschaft, а після 1945-го року журнал видавався Wiley-VCH. До середини 1920-х років Chemische Berichte був одним з найвпливовіших та найбільш цитованих хімічних наукових журналів.
В 1997 він був об'єднаний з Liebigs Annalen та багатьма іншими європейськими хімічними журналами (Recueil des Travaux Chimiques des Pays-Bas, Gazzetta Chimica Italiana, …) й реорганізований в групу журналів, що включає European Journal of Inorganic Chemistry і European Journal of Organic Chemistry.